# Орнаро
Орнаро је насеље у Италији у округу Ријети, региону Лацио.
Према процени из 2011. у насељу је живело 95 становника. Насеље се налази на надморској висини од 583 м.